# Pachycysta
Pachycysta is een geslacht van wantsen uit de familie van de Tingidae (Netwantsen). Het geslacht werd voor het eerst wetenschappelijk beschreven door Champion in 1898.

## Soorten
Het genus bevat de volgende soorten:

- Pachycysta adolpha Drake, 1948
- Pachycysta championi Drake, 1921
- Pachycysta diaphana Champion, 1898
- Pachycysta hambletoni Drake & Poor, 1938
- Pachycysta schildi Drake, 1928
- Pachycysta stenocorys Knudson, 2018